# Scott (Ohio)
Scott és una població dels Estats Units a l'estat d'Ohio. Segons el cens del 2000 tenia 322 habitants.

## Demografia
Segons el cens del 2000, Scott tenia 322 habitants, 121 habitatges, i 87 famílies. La densitat de població era de 153,5 habitants per km².
Dels 121 habitatges en un 38% hi vivien nens de menys de 18 anys, en un 63,6% hi vivien parelles casades, en un 5,8% dones solteres, i en un 27,3% no eren unitats familiars. En el 23,1% dels habitatges hi vivien persones soles el 9,9% de les quals corresponia a persones de 65 anys o més que vivien soles. El nombre mitjà de persones vivint en cada habitatge era de 2,66 i el nombre mitjà de persones que vivien en cada família era de 3,14.
Per edats la població es repartia de la següent manera: un 29,5% tenia menys de 18 anys, un 11,8% entre 18 i 24, un 26,4% entre 25 i 44, un 21,1% de 45 a 60 i un 11,2% 65 anys o més.
L'edat mediana era de 32 anys. Per cada 100 dones de 18 o més anys hi havia 104,5 homes.
La renda mediana per habitatge era de 36.667 $ i la renda mediana per família de 41.667 $. Els homes tenien una renda mediana de 31.563 $ mentre que les dones 21.875 $. La renda per capita de la població era de 14.192 $. Aproximadament el 8% de les famílies i el 13,3% de la població estaven per davall del llindar de pobresa.

## Poblacions més properes
El següent diagrama mostra les poblacions més properes.